# 薩鎮氷
薩 鎮氷（さつ ちんひょう、1859年3月30日（咸豊9年2月26日） - 1952年4月10日）は、清末民初の海軍軍人・政治家。清末・民国における最も著名な海軍提督の1人である。字は鼎銘。

## 事績

### 日清戦争まで
1859年、薩都剌を輩出した色目人の名門薩氏に生まれる。1869年（同治8年）、福州馬尾船政学堂に入学し、天文・操舵を学ぶ。1872年（同治11年）、首席で卒業し、軍艦での研修を重ねた。1877年（光緒3年）、イギリス・フランスへ留学し、船舶の建造と操舵を引き続き学ぶことになる。まず薩鎮氷はイギリスのグリニッジ王立海軍大学校で学び、この時、同国に留学していた厳復と交流を持った。卒業後、イギリスの軍艦に実習で乗船し、地中海・大西洋・アメリカ・アフリカ・インド洋など世界各地を航海した。実習終了後も、電気工学、銃砲、水雷などを学び、工場を見学するなどして見聞を広げている。
1880年（光緒6年）3月、留学を終えて帰国し、軍艦「澄慶」の一等航海士に任命された。1882年（光緒8年）、天津水師学堂の教習に任命された。この時、黎元洪が同学堂の学生で、薩鎮氷と黎は師弟関係となっている。1886年（光緒12年）、軍艦「威遠」の管帯（艦長）に任命される。1887年（光緒13年）、練習艦「康済」の管帯に異動した。1888年（光緒14年）、参将（大佐に相当）に昇進した。1894年（光緒20年）、副将位を授けられ、そのまま「康済」の管帯として北洋海軍精練左営遊撃に加わった。
同年7月、日清戦争（甲午戦争）が勃発すると、薩鎮氷は威海衛付近の日島を守備した。翌年2月、日本軍の攻撃を受けて、薩の「康済」も懸命に防戦したが、日島は陥落し、劉公島に退却、まもなく清の海軍全体が降伏した。

### 海軍再建
1896年（光緒22年）、張之洞が創設した自強軍に招聘されて呉淞砲台総台官に任命される。さらに自強軍幇統兼「通済」管帯にも任命された。1899年（光緒25年）、北洋水師幇統に任命される。さらに清朝がイギリスから新たに購入した軍艦「海圻」艦長に任命された。1903年（光緒29年）7月、薩は広東南澳鎮総兵官に任命される。まもなく北洋水師統領に昇進した。1905年（光緒31年）、広東水師提督に昇進した。
1909年（宣統元年）2月より、薩鎮氷は粛親王善耆らとともに海軍組織の準備を開始し、同年7月に薩は籌備海軍大臣に任命された。9月、薩は世界各国を外遊して、各国の海軍事情を視察した。薩の帰国後、1910年（宣統2年）、海軍部が正式に発足して、薩は海軍統制に任命される。翌年には海軍副都統に任命された。海軍部組織や海軍再建では、実質的に薩がこれを指導し、日清戦争で壊滅した艦隊の再建を果たした。
1911年（宣統3年）10月10日、武昌起義が発生すると、薩鎮氷は艦隊を率いて漢口へ向かい、黎元洪ら革命派への攻撃を開始した。しかし、海軍内では革命派に同情してこれを支持する声が強く、また、黎元洪やイギリスの働きかけもあって、薩は次第に活動を鈍らせていく。まもなく、袁世凱内閣の海軍大臣に任命されたが、結局薩は就任しなかった。そして突然、単身で海軍を離脱し、福州へ逃走した。この後、海軍は次々と革命派への鞍替えが進んだ。

### 北京政府での事跡

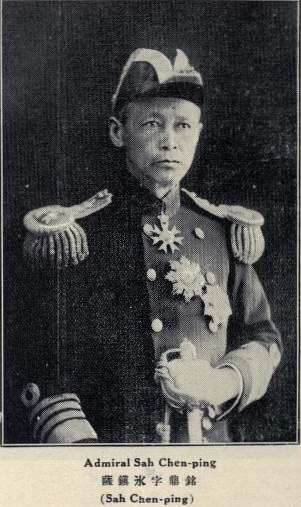
薩鎮氷別影
Who's Who in China 3rd ed. (1925)

1912年（民国元年）2月の清朝滅亡後、革命の際の姿勢もあって、薩鎮氷は呉淞商船学校校長の地位しか与えられなかった。しかし、薩の経歴・資質はやはり重く、同年12月には海軍上将位を授与された。1913年（民国2年）8月、督弁淞滬水陸警察事宜を命ぜられる。1914年（民国3年）5月、陸海軍大元帥統率弁事処弁事員に任命された。同年8月には上海兵工廠総弁も兼任している。1915年（民国4年）、上海で陳其美らの革命派が蜂起すると、薩の海軍は素早くこれに攻撃を加え、敗退させた。
護国戦争後の1916年（民国5年）8月、薩鎮氷は粤閩巡閲使に任命され、北京政府側の竜済光と南方政府側の李烈鈞の争いを調停した。翌年6月、薩は黎元洪により海軍総長に任命された。しかし、張勲復辟でもそのまま内閣で海軍部尚書となったため、復辟失敗後は薩も下野に追い込まれている。しかし、まもなく段祺瑞の下で海軍総長に任命された劉冠雄の要請により、海疆巡閲使として復帰した。
1918年（民国7年）6月、薩鎮氷は福建督軍李厚基の救援のために海軍を率いて福建に向かい、同年9月、福建清郷督弁に任命された。同年12月、海軍総長に任命されて北京に戻り、さらに民国9年（1920年）5月から3か月間だけ代理国務総理をつとめている。1921年（民国10年）5月、海軍総長を辞職した。民国11年（1922年）4月の第1次奉直戦争では、薩は直隷派として海軍を説得し、奉天派を撃破する上で貢献した。同年5月、薩は将軍府粛威上将軍に任命された。
同年10月、福建督軍李厚基が、孫文の命を受けた許崇智の攻撃を受けて危機に陥った。北京政府は薩鎮氷を派遣し、李を罷免した上で福建省長に任命した。一方の孫文も、林森を福建省長に擁立し、南北双方の省長が鼎立する情勢となった。しかし、許が陳炯明討伐のため福建を離れた間隙をつき、1923年（民国12年）2月、薩は「閩人治閩（福建省人による福建統治）」を唱え、支持を幅広く集めた。こうして薩は、林を駆逐して省内の実権を掌握し、以後3年余りにわたって薩が福建を統治した。1926年（民国15年）12月、国民革命軍の福建入りに伴い、薩は下野した。

### 国民政府時代以降
国民政府時代でも、薩鎮氷の海軍内での声望は依然として高く、海軍部の高級顧問として招聘された。しかし、その後は福州に帰り、主に社会福祉事業に従事した。1933年（民国22年）、国民革命軍十九路軍による福建事変が発生し、中華共和国（福建人民政府）が樹立されると、薩はこれに参与し、延建省省長に任命された。中華共和国崩壊後は、再び福州で在野生活を送った。1946年（民国35年）11月、海軍上将位を授与された。
国共内戦後は大陸に留まり、中国人民政治協商会議の第1回会議で特別招待代表となった。その後も、中央人民政府軍事委員会委員、中央華僑事務委員会委員、福建省人民政府委員などを歴任した。
日本海軍では百武源吾や八角三郎らが薩提督への信頼を語っている。1952年4月10日、福州で死去。享年94（満93歳）。